# Coenonympha dorus
La velado de negro (Coenonympha dorus) es un lepidóptero ropalócero de la familia Nymphalidae.

## Distribución
Se extiende por el noroeste de África y suroeste de Europa hasta el centro de Italia. Se encuentra por toda la península ibérica.

## Hábitat
Zonas herbosas y arbustivas secas, a menudo en claros de bosque y pendientes rocosas y barrancos secos y cálidos. 
La oruga se alimenta de gramíneas tales como Agrosits canina, Agrostis amanecer, Festuca ovina, Brachypodium retusum, Stipa offneri y Carix harellana.

## Periodo de vuelo
Univoltina, una generación al año entre comienzos de junio y mediados de agosto.